# Flavin, Aveyron

Flavin este o comună în departamentul Aveyron din sudul Franței. În 1 ianuarie 2022 avea o populație de 2.376 de locuitori.